# Lac Matano
Le lac Matano (en indonésien Danau Matano) est un lac dans le kabupaten de Luwu oriental, dans la province de  Sulawesi du Sud, dans l'île indonésienne de Sulawesi. C'est l'un des cinq lacs du système de lacs de Malili. C'est le plus profond d'Indonésie, et le 8e le plus profond du monde.